# Vahé-Vahian
Vahé-Vahian (arménien : Վահէ-Վահեան), né Sarkis Abdalian (arménien : Սարգիս Ապտալեան) le 28 décembre 1908 à Gürün (Empire ottoman) et mort le 19 août 1998 à Beyrouth (Liban), est un écrivain, journaliste et poète arménien.